# N56 (België)
De N56 is een gewestweg in België tussen Lessen (N57) en Nimy (N6). De weg is ongeveer 28 kilometer lang. De weg komt onder andere langs Vliegbasis Chièvres. 
De gehele weg bestaat uit 2 rijstroken voor beide richtingen samen. Het nieuwe gedeelte (tussen de A8/E429 en de N57) werd eind 2018 geopend en kreeg een autowegstatuut.

## Plaatsen langs N56
- Lessen
- Rebaix
- Aat
- Lens
- Jurbeke
- Nimy

## N56a
De N56a is een aftakking van de N56 aan de noordkant van Aat. De weg gaat naar het plaatselijke industrieterrein en heeft een lengte van ongeveer 650 meter.